# Burwell (Nebraska)
Burwell es una ciudad ubicada en el condado de Garfield en el estado estadounidense de Nebraska. En el Censo de 2010 tenía una población de 1210 habitantes y una densidad poblacional de 450,95 personas por km².

## Geografía
Burwell se encuentra ubicada en las coordenadas 41°46′48″N 99°8′3″O / 41.78000, -99.13417. Según la Oficina del Censo de los Estados Unidos, Burwell tiene una superficie total de 2.68 km², de la cual 2.68 km² corresponden a tierra firme y (0%) 0 km² es agua.

## Demografía
Según el censo de 2010, había 1210 personas residiendo en Burwell. La densidad de población era de 450,95 hab./km². De los 1210 habitantes, Burwell estaba compuesto por el 99.42% blancos, el 0.25% eran afroamericanos, el 0% eran amerindios, el 0% eran asiáticos, el 0% eran isleños del Pacífico, el 0.08% eran de otras razas y el 0.25% pertenecían a dos o más razas. Del total de la población el 0.91% eran hispanos o latinos de cualquier raza.